# Иванчо Младенов
Иванчо Младенов Тодоров е български учител, търговец и дарител.

## Биография
Роден е във Враца на 25 март 1834 г. в семейство на търговеца Младен Тодоров. Получава най-високата степен на образование, която дават врачанските училища. За кратко време работи като учител в училище „Царей Константин“ и в Девическото училище. През 1895 г. е съветник в общинската управа на Враца. Преди Освобождението търгува в крайдунавските градове, а след това във Виена, Манчестър и Лондон. Няколко пъти е обиран, много от стоките му изчезват по време на превозването им по река Дунав и река Огоста. След първата му женитба изгаря дюкяна му и губи всичките си пари. Успява да преодолее трудностите и отново печели добро състояние. Умира на 3 март 1914 г.

## Дарителска дейност
За да подпомогне народната просвета, Иванчо Младенов прави няколко дарения. Той помага на протестантското училище, което издържа бедни ученици. Родният му град има нужда от учебна сграда за прогимназията и той решава да направи дарение, за да допринесе за развитието на просветното дело. През 1910 г. дарява на Училищното настоятелство около 1 декар за строеж на училищна сграда, като дарява и строителни материали. По цени от 1923 г. дарението му възлиза на стойност 200 000 лева. Със завещание от 8 септември 1910 г. Иванчо Младенов основава фонд „Прибежище“ като внася в Министерство на народната просвета капитал на стойност 30 000 златни лева. Желанието на врачанския благодетел е капиталът му да остане непокътнат за вечни времена, а да се ползва само половината от капитализираната лихва за стипендии на младежи, които учат медицина, педагогика, техника и други специалности в България и в чужбина. На 3 януари 1911 г. Иванчо Младенов прави допълнително завещание, с което увеличава фонд „Прибежище“ с още 10 000 лева. Непосредствено след дарението Общинският съвет и Училищното настоятелство се заемат с изграждането на училищната сграда. Тя се построява на подарената от благодетеля площ, с подарените материали и отпуснати от Министерство на народната просвета 4000 лв., при условие че долният етаж служи завинаги за първоначално училище. На 9 октомври 1911 г., в присъствието на ученици и учители от всички училища в града и множество граждани, се извършва освещаването на новопостроената прогимназия „Иванчо Младенов“, носеща името на дарителя. На 31 декември 1938 г. във фонда постъпват 18 832 лв., на 31 декември 1939 г. – 21 028 лв., на 31 декември 1940 г. – 23 060 лв., на 31 октомври 1941 г. – 23 000 лв., на 31 декември 1942 г. – 25 300 лв. На 1 януари 1942 г. общият капитал е 439 000 лв. Постъпленията на 30 септември 1943 г. са 14 720 лв., на 1 януари 1944 г. общият капитал е 500 000 лв. Към 1 януари 1948 г. капиталът е вече 574 717 лв., разходи няма.
През 1948 г. фондът е закрит с вливането на фонд „Завещатели и дарители“ в държавния бюджет.